# Maciej Kandulski
Maciej Krzysztof Kandulski – polski matematyk i informatyk, doktor habilitowany nauk matematycznych. Specjalizuje się w lingwistyce matematycznej, logice obliczeniowej oraz podstawach informatyki. Profesor nadzwyczajny na Wydziale Matematyki i Informatyki Uniwersytetu im. Adama Mickiewicza w Poznaniu.

## Życiorys
Habilitował się w 2004 na podstawie dorobku naukowego i rozprawy pt. Języki ciągowe i drzewiaste generowane przez warianty rachunku Lambeka. Pracuje jako profesor nadzwyczajny w Zakładzie Teorii Obliczeń WMiI UAM.
Artykuły publikował w takich czasopismach jak m.in. "Mathematical Logic Quarterly", "Wiadomościach Matematycznych" oraz "Fundamenta Informaticae".